# Aneka
Aneka (* 20. listopadu 1954, vlastním jménem Mary Sandeman) je skotská folková zpěvačka jednoho hitu. Mnoho svých písní zpívá gaelsky.
V roce 1981 vydala píseň Japanese Boy a stejnojmenné album pod pseudonymem Aneka. Dosáhla vysokého umístění v evropských hitparádách a píseň se umístila na prvních místech hitparád ve Spojeném království, Švýcarsku a Belgii. S Little lady následoval později menší hit, který se v Německu a Rakousku Dva roky později následoval s Ooh Shooby Doo Doo Lang ještě jeden menší hit, ale v popové branži se tím nemohla usadit. Její další známé písně jsou například Heart to Beat, Starshine, I Was Free stejně jako Come Back to Me a It'll Be All Right.
Její první a jediné LP Japanese Boy bylo úspěšné v Belgii, Anglii, Švédsku, Švýcarsku a Německu. Neil Ross byl nápomocen produkci, písně byly psány Bobbym Heatliem
Dnes se Mary Sandeman soustředí opět na skotský folk.
Její píseň "Japanese Boy" se objevila ve fiktivním rádiu videohry Grand Theft Auto: Vice City.